# Аптекар (картина)
«Аптекар» (італ. Il farmacista) — картина італійського живописця П'єтро Лонгі (1702—1785), представника венеційської школи. Створена приблизно у 1752 році. З 1838 року зберігається в колекції Галереї Академії у Венеції.
На картині зображено крамницю аптекаря із маленькими керамічними і скляними ємностями з ліками і есенціями, які акуратно розставлені на полицях шаф. На першому плані Лонгі зобразив аптекаря, що оглядає жінку, яка, ймовірно, страждає від зубного болю, старий писар заповнює рецепти, а учень перевіряє жаровню, на якій, ймовірно, готується якийсь відвар, а за спиною у жінки двоє пацієнтів терпляче очікують на свою чергу. Припускається, що прототипом для Лонгі послужила аптека Кйоджа, якою управляли власники картини, що висить на стіні аптеки: «Різдво» веронського художника Антоніо Балестри (1666—1740), яке нині знаходиться у венеційській приватній збірці.
Це полотно особливо яскраво підкреслює рису жанрового живопису художника — м'який гумор. Лонгі пише свою роботу дещо відсторонено, ніби констатуючи, і композиційно закриваючи сцену, урізноманітнюючи її простір різними деталями. Він ніби відштовхує персонажів до глядача. При такій сухості викладення, мальовнича мова художника багата на найдрібніші нюанси; його живопис складається передусім із передачі чистого, висвітленого до прозорості кольору і природними вібраціями.